# Feel The Rhythm
A Feel The Rhythm című dal a nigériai svéd fogorvos, Dr. Alban I Believe című albumának kimásolt kislemeze. A dal csupán a svéd slágerlista 56. helyéig jutott.[forrás?]

## Tracklista
CD Maxi
1. "Feel The Rhythm" (blue ocean mix) - 3:34
2. "Feel The Rhythm" (booster & dj martin mix) - 3:25
3. "Feel The Rhythm" (2 phat mix) - 3:52
4. "Feel The Rhythm" (radio edit) - 3:21

12" kislemez
1. "Feel The Rhythm" (blue ocean mix) - 3:34 remix: Pelle B.
2. "Feel The Rhythm" (honey bunny) - 3:18
3. "Feel The Rhythm" (booster & dj martin) - 3:25 remix: Booster, Dj Martin
4. "Feel The Rhythm" (2 phat mix) - 3:52 remix: 2 Phat
5. "Feel The Rhythm" (radio edit) - 3:21

## Külső hivatkozások
- A dal videóklipje[3]
- A dal szövege[4]